# Epigenész (komédiaköltő)
Epigenész (Kr. e. 4. század) görög komédiaköltő.
Az attikai középvígjáték egyik költője, Antiphanész kortársa volt. Öt darabjának címe, illetve néhány apróbb töredéke maradt fenn, ezekből azonban sem működésének pontos idejét, sem költői tehetségét nem határozhatjuk meg.